# 建屏県
建屏県（けんへい-けん）は中華人民共和国河北省にかつて存在した県。現在の石家荘市平山県西部に相当する。
1946年（民国35年）、平山県西部を分割し建屏県が設置された。1958年に廃止となり、管轄区域は平山県に再統合されている。